# Superpuchar Turcji w piłce siatkowej kobiet

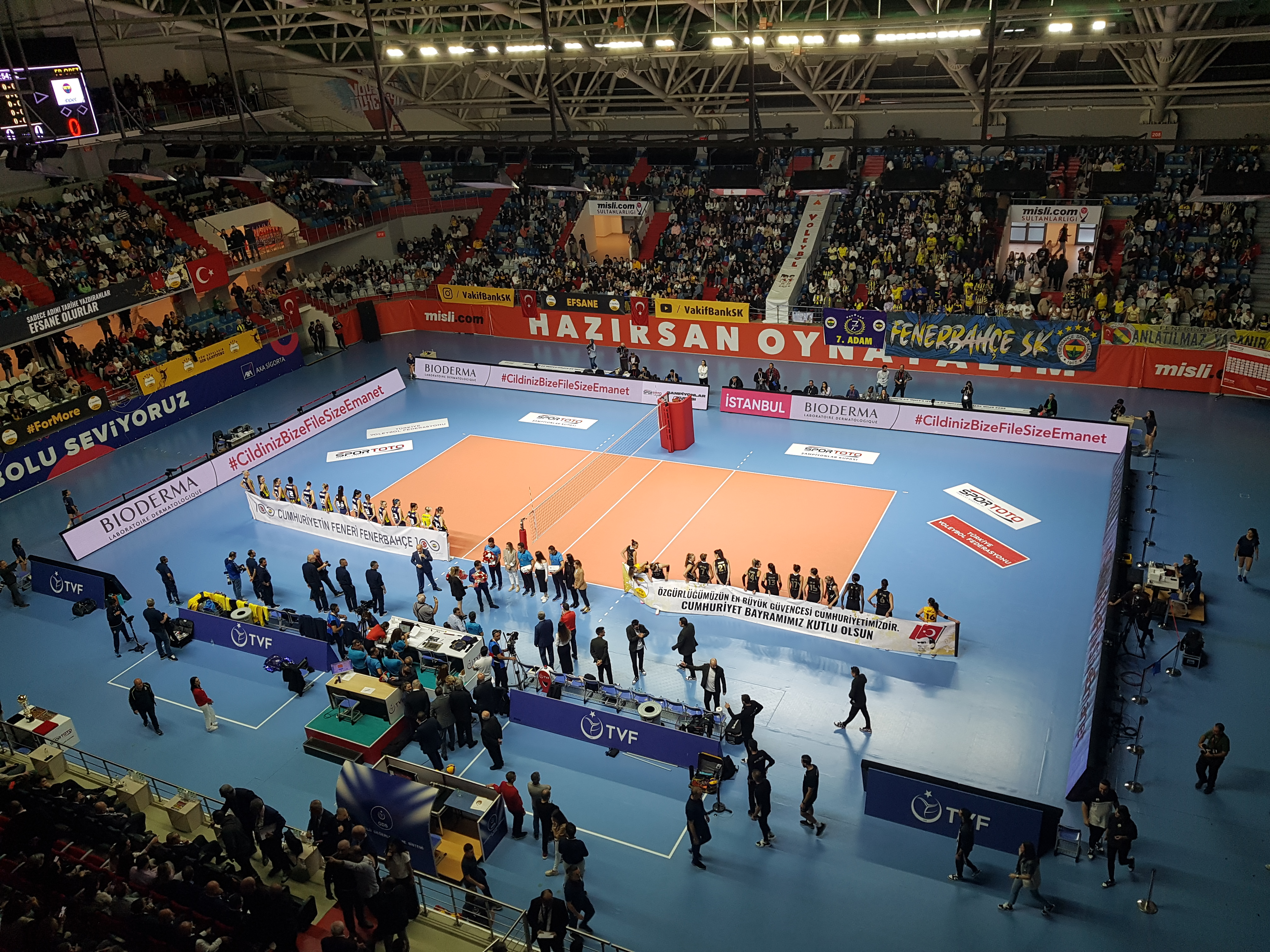
Rozpoczęcie meczu o Superpuchar Turcji 2022

Superpuchar Turcji w piłce siatkowej kobiet (tr. Voleybol Bayanlar Süper Kupa) - cykliczne rozgrywki w piłce siatkowej organizowane corocznie przez Türkiye Bayanlar Voleybol Ligi we współpracy z Tureckim Związkiem Piłki Siatkowej (tr. Türkiye Voleybol Federasyonu) dla Mistrza i zdobywcy Pucharu Turcji.
Rozgrywki o siatkarski Superpuchar Turcji rozgrywane są od 2009 roku. Pierwszym zwycięzcą tych rozgrywek został klub Fenerbahçe SK.

## Zwycięzcy
| edycja | rok  | Zdobywca Superpucharu              | Wynik                                   | Finalista                     |
| ------ | ---- | ---------------------------------- | --------------------------------------- | ----------------------------- |
| I      | 2009 | Fenerbahçe SK (M)                  | 3:0 (25:23 25:11 25:22)                 | Eczacıbaşı Stambuł (P)        |
| II     | 2010 | FenerbahçeAcibadem Stambuł (M i P) | 3:1 (25:22 22:25 25:12 25:17)           | VGS Türk Telekom Stambuł (FM) |
| III    | 2011 | Eczacıbaşı Stambuł (P)             | 3:1 (25:15 25:23 15:25 25:19)           | Fenerbahçe SK (M)             |
| IV     | 2012 | Eczacıbaşı Stambuł (M i P)         | 3:0 (25:19, 25:18, 25:20)               | Galatasaray SK (FP)           |
| V      | 2013 | VakıfBank SK (M i P)               | 3:2 (22:25, 25:21, 25:14, 21:25, 15:5)  | Eczacıbaşı Stambuł (FP)       |
| VI     | 2014 | VakıfBank SK (M i P)               | 3:0 (25:20, 25:18, 25:23)               | Fenerbahçe SK (FM)            |
| VII    | 2015 | Fenerbahçe SK (M i P)              | 3:2 (25:20, 19:25, 17:25, 25:14, 15:8)  | VakıfBank SK (FM)             |
| VIII   | 2017 | VakıfBank SK (FP)                  | 3:0 (25:14, 25:18, 25:22)               | Fenerbahçe SK (M i P)         |
| IX     | 2018 | Eczacıbaşı Stambuł (FM i FP)       | 3:1 (20:25, 25:22, 25:17, 25:19)        | VakıfBank SK (M i P)          |
| X      | 2019 | Eczacıbaşı Stambuł (P i FM)        | 3:2 (25:14, 25:21, 25:27, 20:25, 15:11) | VakıfBank SK (M i FP)         |
| XI     | 2020 | Eczacıbaşı Stambuł                 | 3:2 (25:14, 25:22, 18:25, 25:27, 15:12) | VakıfBank SK                  |
| XII    | 2021 | VakıfBank SK (M i P)               | 3:0 (25:21, 25:19, 25:19)               | Eczacıbaşı Stambuł (FP)       |
| XIII   | 2022 | Fenerbahçe SK (FM i FP)            | 3:0 (25:23, 25:21, 25:21)               | VakıfBank SK (M i P)          |
| XIV    | 2023 | VakıfBank SK (P)                   | 3:2 (23:25, 25:22, 22:25, 25:23, 15:12) | Fenerbahçe SK (M i FP)        |
| XV     | 2024 | Fenerbahçe SK (M i P)              | 3:1 (25:23, 22:25, 25:17, 25:18)        | Eczacıbaşı Stambuł (FM i FP)  |

M - Mistrz Turcji
P - zdobywca Pucharu Turcji
FM - finalista Mistrzostw Turcji
FP - finalista Pucharu Turcji

## Bilans klubów
| Lp. | Klub               |   | Finał |
| --- | ------------------ | - | ----- |
| 1.  | VakıfBank SK       | 5 | 6     |
| 2.  | Eczacıbaşı Stambuł | 5 | 4     |
| 3.  | Fenerbahçe SK      | 5 | 4     |
| 4.  | Galatasaray SK     | - | 1     |